# Eleven Sports (Brasil)
Eleven Sports foi uma plataforma de streaming que oferecia transmissões ao vivo e sob demanda de partidas e jogadas de futebol do mundo todo. A startup, sediada em Zurique, na Suíça, foi fundada em 2014 pelos irmãos portugueses João Presa e Pedro Presa, tendo o serviço entrado em operação no ano seguinte. A empresa tem especialização no conteúdo de "longa cauda" (fora do mainstream), já que fornece sua plataforma e canais para clubes, ligas e federações exibirem seu próprio conteúdo, incluindo a transmissão ao vivo apenas usando um telefone celular.
Entre os seus clientes ou parceiros, estão a Associação Canadense de Futebol (CSA), Associação de Futebol da Jordânia (JFA), Associação de Futebol da Indonésia (PSSI), Campeonato Japonês de Futebol Feminino, Fluminense Football Club, Federação de Futebol de Singapura (FAS), Confederação Asiática de Futebol (AFC), Federação Butanesa de Futebol (BFF), Federação de Futebol da República Islâmica do Irã (FFIRI), ADO Den Haag, Federação de Futebol dos Estados Unidos (USSF), Associação de Futebol da Tailândia (FAT), Confederação Brasileira de Futebol (CBF), the Oceania Football Confederation, Confederação de Futebol da Oceania (OFC), Federação Libanesa de Futebol (LFA), Futebol Feminino dos Estados Unidos (UWS) e a Beach Soccer Worldwide (BSWW).
De acordo com a empresa, começando com sua parceria inaugural com o FC Zürich Feminino, o MyCujoo passou de 56 jogos em 2015 para mais de 300 até o final do primeiro trimestre de 2017, e até o final do ano aproximadamente 4.200 jogos foram transmitidos de 60 países, com aproximadamente 40 milhões de espectadores. Desde que sua parceria com a AFC foi lançada em 2016, foram realizadas 1.544 partidas dos territórios das associações membros da AFC, atingindo quase 19 milhões de espectadores em mais de 122 países. Em outubro de 2018, a empresa foi objeto de um documentário da Amazon Studios, e em novembro de 2018 foi descrito pelo Financial Times como um dos 100 "campeões digitais da Europa".
Em janeiro de 2019, foi anunciado que o MyCujoo havia concluído um contrato de cinco anos com a Federação Internacional de Hóquei (FIH) para fornecer um serviço over-the-top (OTT), que tinha sido objeto de investimento da Sapphire Ventures.
Em 9 de novembro de 2020, foi anunciado que a plataforma MyCujoo foi adquirida pela Eleven Sports, a compra faz parte de um novo projeto da operadora de canais esportivos, chamado de Eleven 2.0. Em 2021, o streaming passa se chamar oficialmente Eleven Sports.
Em setembro de 2022 a Eleven foi adiquirida pelo DAZN e seu serviço foi descontinuado em 2023.

## Eventos transmitidos

### Futebol
- OFC Champions League
- Danish Superliga
- Swiss Super League
- Eliteserien
- Kazakhstan Premier League
- Ekstraklasa
- Slovak Super Liga
- Virslīga
- Úrvalsdeild karla
- NIFL Premiership
- Cypriot First Division
- Serie C
- Serie D
- Campeonato Moldavo 2ª Divisão
- Campeonato de Portugal
- Campeonato Dinamarquês Feminino
- Campeonato Suíço Feminino
- Bhutan Super League
- Guam Soccer League
- Lao Premier League
- Martyr's Memorial A-Division League
- Campeonato Nepalês 2ª Divisão
- Mongolian National Premier League
- Myanmar National League
- Singapore Premier League
- Tajikistan Higher League
- Uzbekistan Super League
- Campeonato Uzbeque Feminino
- National Independent Soccer Association
- Copa do Brasil[46]
- Campeonato Brasileiro Série D[47]
- Campeonato Brasileiro Feminino A1[47]
- Campeonato Brasileiro Feminino A2[47]
- Campeonato Acreano
- Campeonato Amapaense
- Campeonato Capixaba
- Campeonato Mineiro Segunda Divisão[48]
- Campeonato Paulista Série A2 [49]
- Campeonato Paulista Série A3[50]
- Campeonato Paulista Segunda Divisão[48]
- Campeonato Pernambucano
- Campeonato Piauiense
- Campeonato Rondoniense[51][52]
- Campeonato Sul-Mato-Grossense
- Campeonato Mineiro Feminino
- Campeonato Paulista Feminino[48]
- Campeonato Pernambucano Feminino
- Copa Paulista[48]
- Copa FGF[48]
- Copa Espírito Santo[48]
- Campeonato Brasileiro de Aspirantes[47]
- Campeonato Brasileiro Sub-20
- Campeonato Brasileiro Sub-17[47]
- Copa do Brasil Sub-20[47]
- Copa do Brasil Sub-17[47]
- Copa São Paulo de Futebol Júnior[53]
- Campeonato Acreano Sub-20[48]
- Campeonato Alagoano Sub-20[48]
- Campeonato Catarinense Sub-20[48]
- Campeonato Mineiro Sub-20[48]
- Campeonato Paulista Sub-20
- Campeonato Pernambucano Sub-20[48]
- Campeonato Potiguar Sub-19[48]
- Campeonato Amapaense Sub-17
- Campeonato Capixaba Sub-17[48]
- Campeonato Piauiense Sub-17[48]
- Campeonato Sul-Mato-Grossense Sub-17[48]
- Campeonato Brasileiro Feminino Sub-18[47]
- CAF Women's Champions League
- Campeonato Nigeriano 2ª Divisão

### eSports
- E-Brasileirão

### Futebol de Areia
- Mundialito de Clubes

### Futsal
- Campeonato de Futsal AFA
- Supercopa de Futsal AFA

### Handebol
- Campeonato Italiano
- Campeonato Italiano Feminino

### Hóquei Sobre a Grama
- FIH Pro League

### Polo Aquático
- Campeonato Italiano